# 443 (số)
443 (bốn trăm bốn mươi ba) là một số tự nhiên ngay sau 442 và ngay trước 444.

## Trong toán học
- 443 là số nguyên tố.
- 443 là số nguyên tố Chen: {\displaystyle 443+2=5\times 89}